# Automeris cryptica
Automeris cryptica é uma espécie de mariposa do gênero Automeris, da família Saturniidae.
Sua ocorrência foi registrada na Colômbia e no Equador.